# Великі хлопці
Великі хлопці (англ. Big Bully) — американський комедійний фільм 1996 року.

## Сюжет
Процвітаючий письменник Девід приймає пропозицію викладати літературу в своїй колишній школі. Він сподівається приділяти більше уваги синові Бену, який росте страшенним хуліганом. Це тим більше дивно, що Девіда в шкільні роки били і дражнили всі кому не лінь. Але найкумедніше починається, коли його викликають до школи до класного керівника Бена — тато хлопчика, якого побив син Девіда. У цьому татові Девід впізнає свого старого шкільного кривдника, на прізвисько «Ікло». І обидва татуся, зовсім втративши голову, починають полювати один за одним.

## У ролях
- Рік Мораніс — Девід Лірі
- Том Арнольд — Роско Біггер — Ікло
- Джуліанна Філліпс — Вікторія
- Керол Кейн — Фейт
- Джефрі Тембор — Арт
- Кертіс Армстронг — Кларк
- Фейт Принц — Бетті
- Тоні Пірс — Ульф
- Дон Ноттс — директор Кокелар
- Блейк Бешофф — Бен
- Коді МакМейнс — Кірбі
- Гаррі Вотерс молодший — Алан
- Стюарт Панкін — Джері